# Monteynard
Ne doit pas être confondu avec Mont Saint-Eynard.
Pour les articles homonymes, voir Monteynard (homonymie).
Monteynard est une commune française située dans le département de l'Isère en région Auvergne-Rhône-Alpes.
Ses habitants sont appelés les Monteynardon(ne)s.

## Géographie

### Situation et description
La commune, traversée par le 45e parallèle nord, est de ce fait située à égale distance du pôle Nord et de l'équateur terrestre (environ 5 000 km).
Les calcaires argileux de la commune ont été exploités pour la production de ciments hydrauliques.
Le lac de Monteynard est une retenue d'eau artificielle pour la centrale hydro-électrique EDF sur le Drac.
Ce lac est souvent venté c'est pourquoi il est très apprécié des pratiquants des sports de glisse aquatique. Il est également un site de pêche important, il possède une grande richesse piscicole (grande variété d'espèces).

### Communes limitrophes
|                          | Notre-Dame-de-Commiers | Notre-Dame-de-Vaux    |
| Saint-Martin-de-la-Cluze | Monteynard             | La Motte-Saint-Martin |
|                          | Avignonet              |                       |

### Géologie

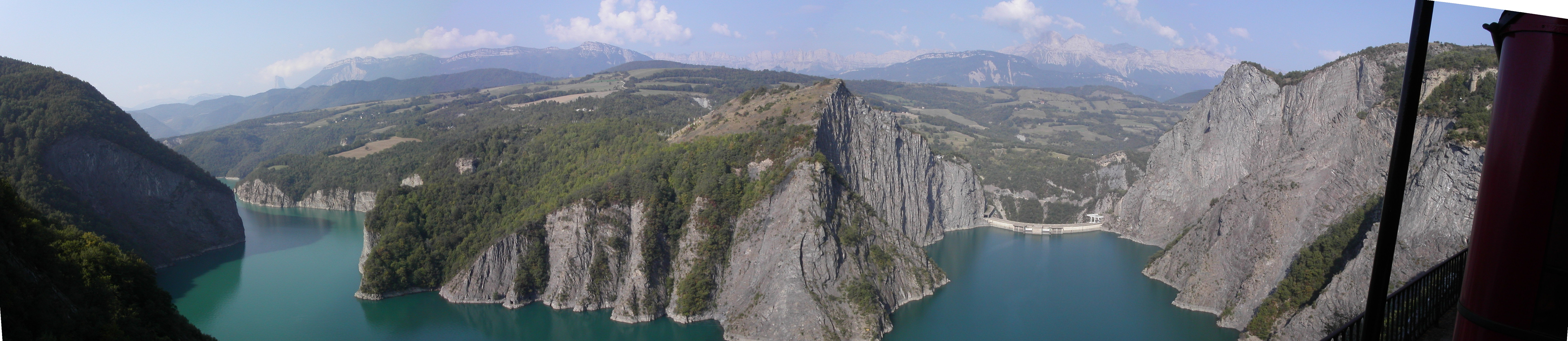
Panorama du lac de Monteynard-Avignonet depuis le chemin de fer de la Mure.

Le village de Monteynard, ainsi que le village voisin de Notre-Dame-de-Commiers se situent sur le flanc est de la combe monoclinale aalénienne, qu'emprunte le torrent du Drac dont le site forme un lac, entre le revers ouest du crêt liasique du Conest et l'alignement des buttes boisées du Bajocien qui dominent les replats de sa rive gauche.

### Climat
Pour des articles plus généraux, voir Climat d'Auvergne-Rhône-Alpes et Climat de l'Isère.
En 2010, le climat de la commune est de type climat de montagne, selon une étude du Centre national de la recherche scientifique s'appuyant sur une série de données couvrant la période 1971-2000. En 2020, Météo-France publie une typologie des climats de la France métropolitaine dans laquelle la commune est exposée à un climat de montagne ou de marges de montagne et est dans une zone de transition entre les régions climatiques « Alpes du nord » et « Alpes du sud ». 
Pour la période 1971-2000, la température annuelle moyenne est de 9 °C, avec une amplitude thermique annuelle de 17,2 °C. Le cumul annuel moyen de précipitations est de 1 196 mm, avec 9,2 jours de précipitations en janvier et 6,5 jours en juillet. Pour la période 1991-2020, la température moyenne annuelle observée sur la station météorologique de Météo-France la plus proche, « Monestier », sur la commune de Monestier-de-Clermont à 8 km à vol d'oiseau, est de 9,9 °C et le cumul annuel moyen de précipitations est de 1 062,6 mm,. Pour l'avenir, les paramètres climatiques de la commune estimés pour 2050 selon différents scénarios d'émission de gaz à effet de serre sont consultables sur un site dédié publié par Météo-France en novembre 2022.

### Hydrographie
Le Drac, principal affluent de l'Isère sur sa rive gauche, longe la partie occidentale de la commune sur toute la longueur du territoire, la séparant des communes du Trièves voisin. Cette rivière, parfois qualifiée de torrent, naît dans le Champsaur, dans le département des Hautes-Alpes à un peu plus de 2 000 mètres d'altitude et finit par se jeter dans l'Isère, à la limite nord du territoire de Grenoble et de Fontaine.

### Voies routières
La route départementale 529 (RD529) est la principale route de la commune qui relie La Mure à Grenoble par Champ-sur-Drac.

## Urbanisme

### Typologie
Au 1er janvier 2024, Monteynard est catégorisée commune rurale à habitat dispersé, selon la nouvelle grille communale de densité à sept niveaux définie par l'Insee en 2022.
Elle est située hors unité urbaine. Par ailleurs la commune fait partie de l'aire d'attraction de Grenoble, dont elle est une commune de la couronne,. Cette aire, qui regroupe 204 communes, est catégorisée dans les aires de 700 000 habitants ou plus (hors Paris),.

### Occupation des sols
L'occupation des sols de la commune, telle qu'elle ressort de la base de données européenne d’occupation biophysique des sols Corine Land Cover (CLC), est marquée par l'importance des forêts et milieux semi-naturels (75,9 % en 2018), en augmentation par rapport à 1990 (74,1 %). La répartition détaillée en 2018 est la suivante : 
forêts (64,4 %), zones agricoles hétérogènes (10,1 %), milieux à végétation arbustive et/ou herbacée (9,6 %), prairies (7,2 %), eaux continentales (6,7 %), espaces ouverts, sans ou avec peu de végétation (1,9 %). L'évolution de l’occupation des sols de la commune et de ses infrastructures peut être observée sur les différentes représentations cartographiques du territoire : la carte de Cassini (XVIIIe siècle), la carte d'état-major (1820-1866) et les cartes ou photos aériennes de l'IGN pour la période actuelle (1950 à aujourd'hui).

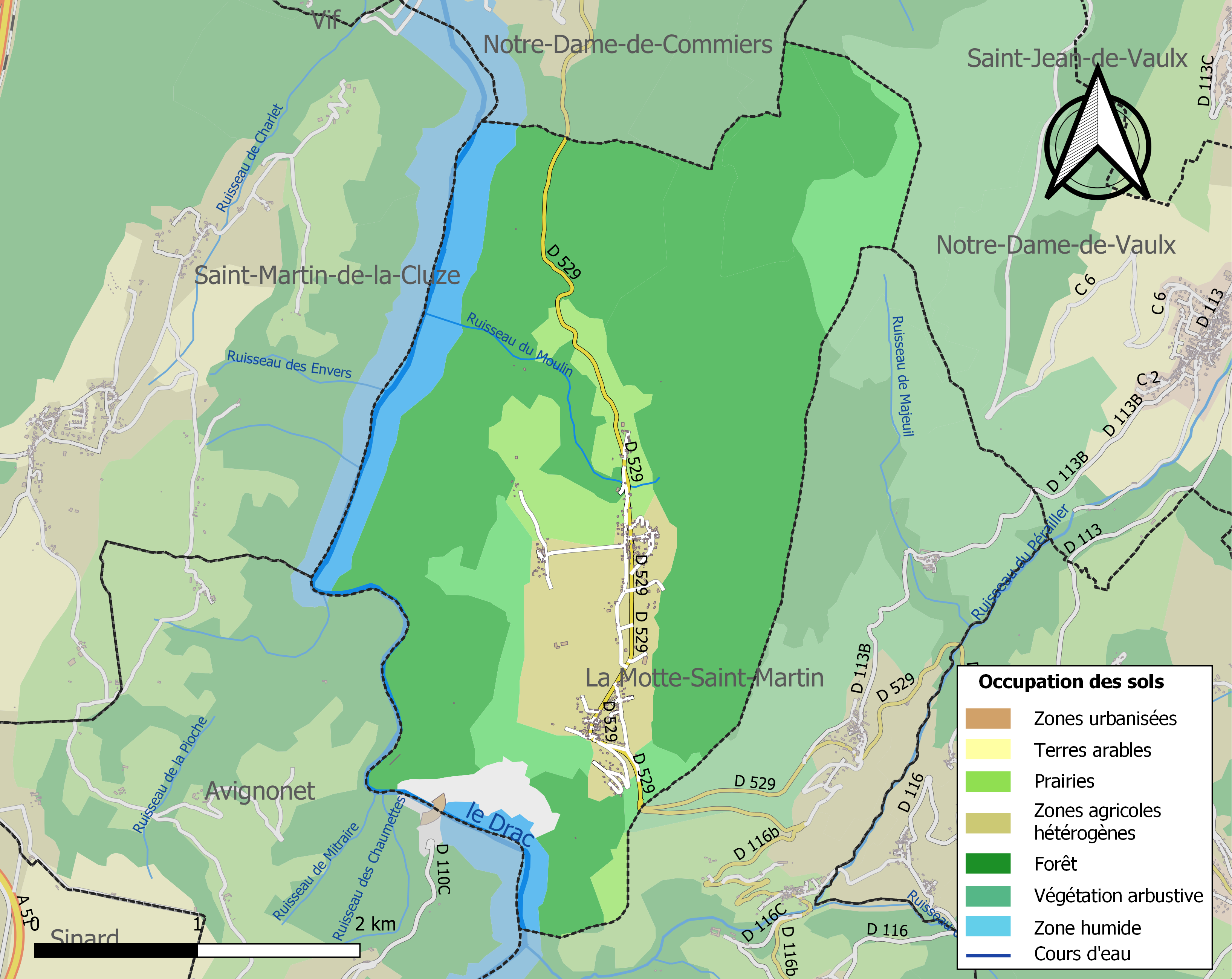
Carte des infrastructures et de l'occupation des sols de la commune en 2018 (CLC).

### Risques naturels et technologiques

#### Risques sismiques
L'ensemble du territoire de la commune de Monteynard est situé en zone de sismicité n°4, à la limite septentrionale de la zone n°3 (sur une échelle de 1 à 5) qui couvre la quasi-totalité des secteurs de le Matheysine et du Trièves.
| Type de zone | Niveau            | Définitions (bâtiment à risque normal) |
| ------------ | ----------------- | -------------------------------------- |
| Zone 4       | Sismicité moyenne | accélération = 1,6 m/s2                |

## Politique et administration

### Liste des maires
| Période                                  | Période  | Identité           | Étiquette | Qualité         |
| ---------------------------------------- | -------- | ------------------ | --------- | --------------- |
| Les données manquantes sont à compléter. |          |                    |           |                 |
| avant 1995                               | 2014     | Daniel Arnaud      |           |                 |
| 2014                                     | En cours | Richard Passelande | SE        | Cadre supérieur |

## Population et société

### Démographie
L'évolution du nombre d'habitants est connue à travers les recensements de la population effectués dans la commune depuis 1793. Pour les communes de moins de 10 000 habitants, une enquête de recensement portant sur toute la population est réalisée tous les cinq ans, les populations de référence des années intermédiaires étant quant à elles estimées par interpolation ou extrapolation. Pour la commune, le premier recensement exhaustif entrant dans le cadre du nouveau dispositif a été réalisé en 2007.

En 2022, la commune comptait 500 habitants, en évolution de +1,63 % par rapport à 2016 (Isère : +3,07 %, France hors Mayotte : +2,11 %).
| 1793 | 1800 | 1806 | 1821 | 1831 | 1836 | 1841 | 1846 | 1851 |
| ---- | ---- | ---- | ---- | ---- | ---- | ---- | ---- | ---- |
| 289  | 305  | 308  | 367  | 461  | 457  | 470  | 473  | 488  |

| 1856 | 1861 | 1866 | 1872 | 1876 | 1881 | 1886 | 1891 | 1896 |
| ---- | ---- | ---- | ---- | ---- | ---- | ---- | ---- | ---- |
| 433  | 432  | 441  | 407  | 391  | 474  | 384  | 426  | 437  |

| 1901 | 1906 | 1911 | 1921 | 1926 | 1931 | 1936 | 1946 | 1954 |
| ---- | ---- | ---- | ---- | ---- | ---- | ---- | ---- | ---- |
| 454  | 484  | 466  | 375  | 330  | 300  | 284  | 272  | 285  |

| 1962 | 1968 | 1975 | 1982 | 1990 | 1999 | 2006 | 2007 | 2012 |
| ---- | ---- | ---- | ---- | ---- | ---- | ---- | ---- | ---- |
| 307  | 174  | 154  | 244  | 330  | 402  | 452  | 459  | 496  |

| 2017 | 2022 | - | - | - | - | - | - | - |
| ---- | ---- | - | - | - | - | - | - | - |
| 487  | 500  | - | - | - | - | - | - | - |

### Enseignement
La commune est rattachée à l'académie de Grenoble (Zone A)

### Médias
La commune est située sur l'aire de diffusion de radio Ici Isère, une radio publique qui émet sur tout le territoire du département de l'Isère.

### Cultes
L'église (propriété de la commune) et la communauté catholique de Monteynard sont rattachées au relais Les Mottes & Vaulx de la paroisse catholique Saint Pierre-Julien Eymard, qui recouvre les églises de la Matheysine et de sa région, et dont la maison paroissiale et le presbytère se trouvent à La Mure. Cette paroisse dépend de la doyenné « Montagnes Sud » du diocèse de Grenoble-Vienne.

## Culture et patrimoine

### Monuments

#### Patrimoine religieux
- Église Sainte-Agnès de Monteynard

#### Patrimoine civil
- Château de Monteynard, ou château fort des Aynard, du XIIe siècle[23].
- Barrage de Monteynard-Avignonet
- L'écrivain Éric Tasset, auteur d'un ouvrage sur les châteaux forts de l'Isère, relève la présence de vestiges anciennes sur le même coteau du château, peut-être d'un castrum gallo-romain, mais cette hypothèse serait à confirmer ou démentir par d'autres études[23].

#### Patrimoine naturel
La commune a donné son nom au lac de Monteynard-Avignonet et son barrage-voute, situé au sud-ouest de son territoire

### Personnalités liées à la commune
- Saint Pierre-Julien Eymard a été curé de la paroisse de Monteynard.

### Héraldique
|  | Monteynard possède des armoiries dont l'origine et le blasonnement exact ne sont pas disponibles. |

De Vair au chef de gueules, armes de la famille de Monteynard